# Phare d'Abaco
Le phare d'Abaco ou phare d'Hole-in-the-Wall est un phare actif situé à l'extrémité sud de Great Abaco, l'une des Îles Abacos aux Bahamas. Il est géré par le Bahamas Port Department.

## Histoire
Le phare, construit en 1836, marque l’entrée nord-est du chenal de la Providence, est l’un des meilleurs exemples de l’architecture britannique ancienne dans le Nouveau Monde. Il n'est pas le plus vieux phare du pays (le phare de Paradise Island de 1817 à Nassau a cet honneur), mais il a été le premier phare construit aux Bahamas par l'Imperial Lighthouse Service (en). il est situé à la pointe sud de l'île de Great Abaco.
Jusqu'en 1995, il a été alimenté au kérosène et entretenu tous les soirs par les gardiens résidents. Le phare a été modernisé et automatisé en 1995.
Aujourd'hui, le phare est loué au Bahamas Marine Mammal Research Organization (Organisation de recherche sur les mammifères marins des Bahamas) en tant qu'installation de recherche marine. En 1994, une grande zone entourant le phare a été désignée Parc national d'Abaco.
L'autre nom du phare, "Hole-in-the-Wall", faisait référence à une arche naturelle de calcaire près du phare. Malheureusement, l'arche s'est effondrée en octobre 2012 lorsque l'ouragan Sandy a sévi sur l'île.

## Description
Ce phare est une tour circulaire en brique, avec une galerie et une lanterne de 28 m de haut, proche de la maison de gardien. La tour est peinte en rouge au 2/3 de sa partie supérieure et blanche en sa partie inférieure. La lanterne est blanche avec un dôme noir. Il émet, à une hauteur focale de 51 m, un bref éclat blanc de 0.3 seconde par période de 10 secondes. Sa portée est de 23 milles nautiques (environ 43 km).
Identifiant : ARLHS : BAH-004 - Amirauté : J4580 - NGA : 110-11816.

## Caractéristique dufeu maritime
Fréquence : 10 secondes (W)
- Lumière : 0.3 seconde
- Obscurité : 9.7 secondes

|             |
| Îles Abacos |

### Lien connexe
- Liste des phares des Bahamas